# Macedna
Macedna is een geslacht van rechtvleugeligen uit de familie sabelsprinkhanen (Tettigoniidae). De wetenschappelijke naam van dit geslacht is voor het eerst geldig gepubliceerd in 1891 door Karsch.

## Soorten
Het geslacht Macedna  is monotypisch en omvat slechts de volgende soort:
- Macedna martini (Karsch, 1891)